# Букатин, Иван Семёнович
Иван Семёнович Букатин (1870 — ?) — русский военный деятель, полковник. Герой Первой мировой войны, участник Русско-японской войны.

## Биография
В службу вступил в 1891 году после окончания Сумского реального училища. В 1896 году после окончания Чугуевского военного училища по II разряду произведён в подпоручики и выпущен в Вологодский 18-й пехотный полк. В 1900 году произведён в поручики, в 1904 году в штабс-капитаны.
С 1904 года участник Русско-японской войны, командир роты. В 1908 году произведён в капитаны. С 1914 года участник Первой мировой войны, подполковник, командир батальона. С 1915 года полковник — штаб-офицер 18-го Вологодского пехотного полка. С 1917 года командир 513-го Холмогорского пехотного полка.

Высочайшим приказом от 20 ноября 1915 года за храбрость награждён Георгиевским оружием: 
За то, что в ночь с 7-го на 8-е декабря 1914 года, командуя батальоном, успешно атаковал сильно укреплённую позицию у д. Лека, выбил оттуда противника, захватил при этом пулемёт и около 150-ти пленных, и несмотря на контр-атаки противника и попытки обойти его фланги удерживал позицию в течение 2-х суток

Высочайшим приказом по армии и флоту от 27 января 1917 года за храбрость был награждён орденом Святого Георгия 4-й степени: 
За отличие и храбрость проявленные в бою 20-го июня 1916 года будучи полковником и командиром 18-го пехотного Вологодского полка

## Награды
- Орден Святого Станислава 3-й степени с мечами и бантом (ВП 1907; ВП 23.05.1915)
- Орден Святой Анны 3-й степени с мечами и бантом (ВП 1910; ВП 05.07.1915)
- Орден Святого Станислава 2-й степени с мечами (ВП 05.01.1915)
- Орден Святой Анны 2-й степени с мечами (ВП 05.01.1915)
- Орден Святого Владимира 4-й степени с мечами и бантом (ВП 27.02.1915)
- Георгиевское оружие (ВП 20.11.1915)
- Монаршее Благоволение (ВП 06.05.1916)
- Орден Святого Георгия 4-й степени (ВП 27.01.1917)